# Jean Pichore

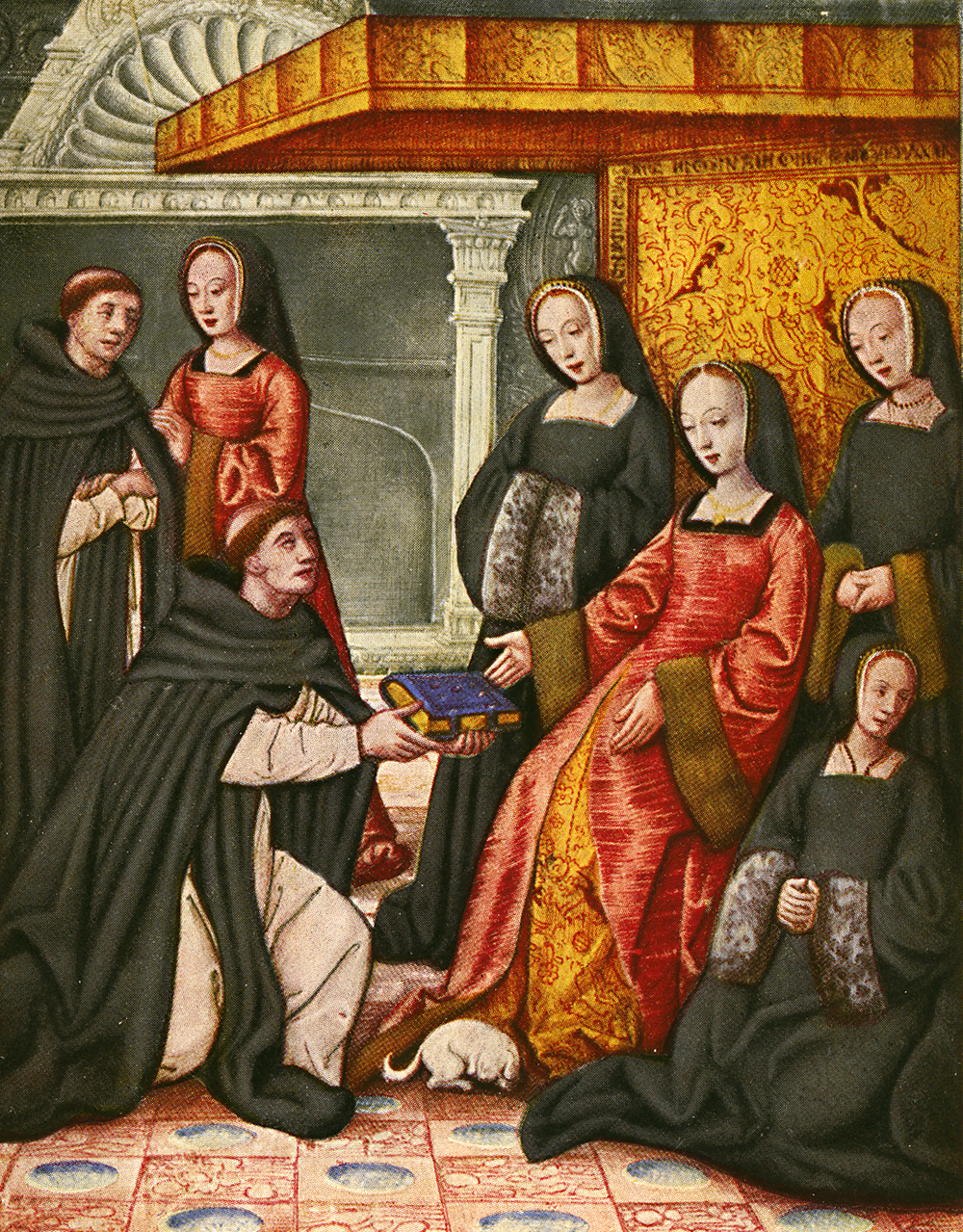
Miniatura atribuida a Jean Pichore, aunque también es atribuida a Jean Perréal.

Jean Pichore fue un pintor francés de finales del siglo XV y comienzos del XVI, iluminador de manuscritos (miniatura). Activo principalmente en París, uno de sus principales clientes fue Georges d'Amboise, arzobispo de Rouen. Se le atribuyen dos manuscritos de comienzos del siglo XVI, un ejemplar de De Civitate Dei de San Agustín datable entre 1501 y 1503, y los Chant Royaux (Cantos Reales) para María Luisa de Saboya de 1517; ambos conservados en Biblioteca Nacional de París.
Su estilo se caracteriza por figuras pesadas con ropajes voluminosos y paisajes de una transparencia similar a la de la acuarela.
Fue el director de una empresa familiar de iluminadores que produjeron gran cantidad de obras de toda temática (religiosos, seculares y clásicos). Amplió su trabajo a la imprenta, al proporcionar motivos decorativos de estilo renacentista que se emplearon en volúmenes impresos.